# Hermann Florstedt
Arthur Hermann Florstedt (* 18. Februar 1895 in Bitsch, Lothringen; † nach 1945) war ein deutscher SS-Standartenführer und Lagerkommandant des KZ Majdanek.

## Leben

### Herkunft und Jugend
Im Geburtsjahr Florstedts war sein Vater als Feldwebel in der lothringischen Festung Bitsch stationiert. 1897 zog die ursprünglich aus Eisleben stammende Familie wieder dorthin zurück. Florstedt besuchte bis 1909 die 1. Bürgerschule in Eisleben und nahm dann eine Lehre als Förster auf, die er 1910 abbrach. 1912 trat er als Vierjährig-Freiwilliger in das Leib-Garde-Husaren-Regiment in Potsdam ein. Im Ersten Weltkrieg wurde Florstedt in Frankreich und Russland eingesetzt. 1917 geriet er in russische Kriegsgefangenschaft. Weil er mit einer russischen Frau einen Sohn hatte, durfte er nach der Geburt des Kindes im Mai 1918 nach Deutschland zurückkehren. Der Sohn Walter wurde von den Großeltern aufgezogen.
Nach Kriegsende wurde Florstedt im Januar 1919 aus der Armee entlassen. Er zog nach Weimar, wo er im Mai 1922 Charlotte Wille heiratete. Die Ehe blieb kinderlos. In Weimar gehörte Florstedt von 1920 bis 1924 dem rechtsgerichteten paramilitärischen Wehrverband Stahlhelm an. 1929 zog das Ehepaar nach Eisleben; gegenüber dortigen Verwandten erklärte sich Florstedt für „bankrott“. In Eisleben eröffnete er ein Taxiunternehmen; 1931 arbeitete er als Verkaufsleiter in einem Fahrradgeschäft. Das Amtsgericht Eisleben verurteilte Florstedt im November 1929 wegen Körperverletzung zu einer Geldstrafe von 100 RM.

### Nationalsozialismus und Täterschaft
Florstedt trat zum 1. März 1931 in die NSDAP (Mitgliedsnummer 488.573) und im April in die SA ein, wechselte jedoch im Mai 1931 zur SS (SS-Nummer 8.660). Florstedt gilt neben Gauleiter Jordan und Kreisleiter von Alvensleben als einer der Hauptverantwortlichen des „Eisleber Blutsonntags“, bei dem am 12. Februar 1933 aus einem nationalsozialistischen „Propagandamarsch“ heraus ein KPD-Gebäude und eine Arbeiterturnhalle angegriffen wurden. Hierbei starben vier Menschen; 24 wurden schwer verletzt. Nach der „Machtergreifung“ der Nationalsozialisten wurde Florstedt im April 1933 Stadtverordnetenvorsteher in Eisleben. Ein im Juli 1933 verhaftetes KPD-Mitglied berichtet, er sei von Florstedt während eines Verhörs stundenlang so gefoltert worden, dass er mehrfach in Ohnmacht fiel.
Im April 1934 wurde Florstedt – inzwischen SS-Hauptsturmführer – mit der Führung der 73. SS-Standarte Ansbach betraut und verließ Eisleben. Im August 1935 übernahm er im Rang eines SS-Obersturmbannführers die 14. SS-Reiterstandarte in Karlsruhe. Ein von Hans-Adolf Prützmann unterzeichneter Personalbericht vom September 1935 beschreibt Florstedt als „treu, ehrlich, heiter, offen, lebensfroh, zäh und energisch, sehr selbstständig, gewandter Mensch, klarer Kopf, gute Allgemeinbildung“ und vermerkt in der Rubrik „Benehmen im und außer Dienst“: „leicht erregbar, schnell mit der Faust bei der Hand, jedoch bedingt beherrscht, soldatisch straff im Dienst, außer Dienst sehr gesellig, aus diesem Grunde trinkfroh“. Am 2. Dezember 1935 wurde Florstedt wegen versuchter Gefangenenbefreiung, Widerstand, Ruhestörung und Sachbeschädigung zu einer Geldstrafe von 300 RM verurteilt, nachdem er am Vortag auf einem Bruchsaler Polizeirevier in angetrunkenem Zustand randaliert hatte. Nach einer Beschwerde eines Reichsbahnbeamten, den Florstedt im Januar 1936 beschimpft hatte, wurde Florstedt im März 1936 nach Kassel strafversetzt und mit der Führung des Sturmbanns I/36 beauftragt. Seit Januar 1937 Führer der 35. SS-Standarte in Kassel, wurde Florstedt im April 1938 zum SS-Standartenführer befördert.
Im September 1939 wurde Florstedt Mitglied der Waffen-SS im Rang eines Obersturmführers. Im gleichen Monat wechselte er nach Weimar zur Lagerkommandantur im KZ Buchenwald und war dort als Wachblockführer tätig. Florstedts Verhalten gegenüber dem KZ-Wachpersonal wird als „außerordentlich hochmütig und arrogant“ beschrieben. Nach mehreren Beschwerden schlug Richard Glücks von der Inspektion der Konzentrationslager eine Beschäftigung als Schutzhaftlagerführer vor; eine Position, in der Florstedt keinen direkten Kontakt zum Wachpersonal hatte. Im Juli 1940 wechselte Florstedt für drei Monate in das KZ Sachsenhausen, wo er zunächst als Schutzhaftlagerführer, später als Erster Lagerführer tätig war. In dieser Funktion kehrte er nach Buchenwald zurück; unter den dortigen Häftlingen galt er als brutal und wenig berechenbar. Jüdische Häftlinge ließ er das sogenannte Judenlied singen, das einen antisemitischen und beleidigenden Text beinhaltete. Im Oktober 1941 war Florstedt verantwortlich für die Anordnung von einem Tag Essensentzug für das gesamte KZ. Zudem ließ er drei bekannte kommunistische Blockälteste ablösen und durch Prügel bestrafen. Zuvor war es im KZ zu einer Solidaritätsaktion zugunsten neu angekommener, völlig unterernährter sowjetischer Kriegsgefangener gekommen. Seit 1941 Stellvertreter des Lagerkommandanten in Buchenwald, wurde Florstedt im Juni 1942 für 3 Monate in das KZ Mauthausen versetzt.
Von Ende November 1942 bis zum Oktober 1943 fungierte Florstedt als Lagerkommandant des Vernichtungslagers Majdanek in Lublin. In der Allgemeinen SS hatte er seit 20. April 1938 den Rang eines Standartenführers inne; in der Waffen-SS wurde er zuletzt am 20. April 1942 zum Sturmbannführer ernannt. Der SS- und Polizeiführer für Lublin, Odilo Globocnik, schlug im September 1943 Florstedt zur Beförderung zum SS-Oberführer vor. Die Beförderung unterblieb, da Florstedt am 20. Oktober „zwecks Durchführung eines Verfahrens“ im Zuge der Korruptionsaffäre um den Buchenwalder KZ-Kommandanten Karl Otto Koch in das KZ Buchenwald versetzt wurde. Am 25. Oktober 1943 wurde Florstedt wegen des Verdachts der Unterschlagung und anderer schwerer Delikte festgenommen.

### Ungeklärter Verbleib nach dem Krieg
Über den weiteren Verbleib Florstedts liegen widersprüchliche Angaben vor: Laut Heinz Höhne wurde Florstedt von einem SS-Gericht des Mordes und der Korruption für schuldig befunden und zum Tode verurteilt. Nach Angaben von Ernst Klee wurde Florstedt kurz vor Kriegsende auf Befehl Himmlers erschossen. Martin Sommer, gegen den ebenfalls SS-interne Ermittlungen liefen, erklärte 1963 gegenüber westdeutschen Ermittlungsbehörden, Florstedt sei am 5. April 1945 zusammen mit KZ-Kommandant Koch in Buchenwald erschossen worden. Der SS-Richter Konrad Morgen bestätigte die Vollstreckung des Todesurteils gegen Florstedt. Weder Sommer noch Morgen waren bei der Hinrichtung anwesend; die Unterlagen des für Buchenwald zuständigen Standesamtes gingen kriegsbedingt verloren. Harry Stein gibt hingegen an, dass Florstedt im April 1945 aus der Haft in Weimar entwichen und abgetaucht sei. Karin Orth weist auf einen Bericht von Florstedts Schwägerin hin, wonach sich Florstedt nach Kriegsende für kurze Zeit bei ihr in Halle aufgehalten habe und dann untergetaucht sei.
Das Thüringer Tageblatt, eine Zeitung der DDR-CDU, berichtete am 24. April 1962, Florstedt arbeite bei der Kriminalpolizei in Mainz. Gegenüber westdeutschen Ermittlungsbehörden berief sich der Zeitungsverlag später auf die Angaben eines namentlich nicht genannten Buchenwald-Häftlings, der jetzt in Westdeutschland lebe. Ermittlungen der Mainzer Polizei blieben ergebnislos. Oberstaatsanwalt Kimmel von der Zentralen Stelle der Landesjustizverwaltungen zur Aufklärung nationalsozialistischer Verbrechen sah Florstedts Tod nach einer Aktennotiz vom 6. Oktober 1975 als nicht erwiesen an.